# Altstadt Waldenburg
Altstadt Waldenburg ist ein zur Stadt Waldenburg im Landkreis Zwickau (Freistaat Sachsen) gehöriger Ort. Die Gemeinde Altstadt Waldenburg mit dem durch den Grünfelder Park bekannten Ortsteil Grünfeld wurde am 1. Juli 1928 in die Stadt Waldenburg eingemeindet.

## Geografie

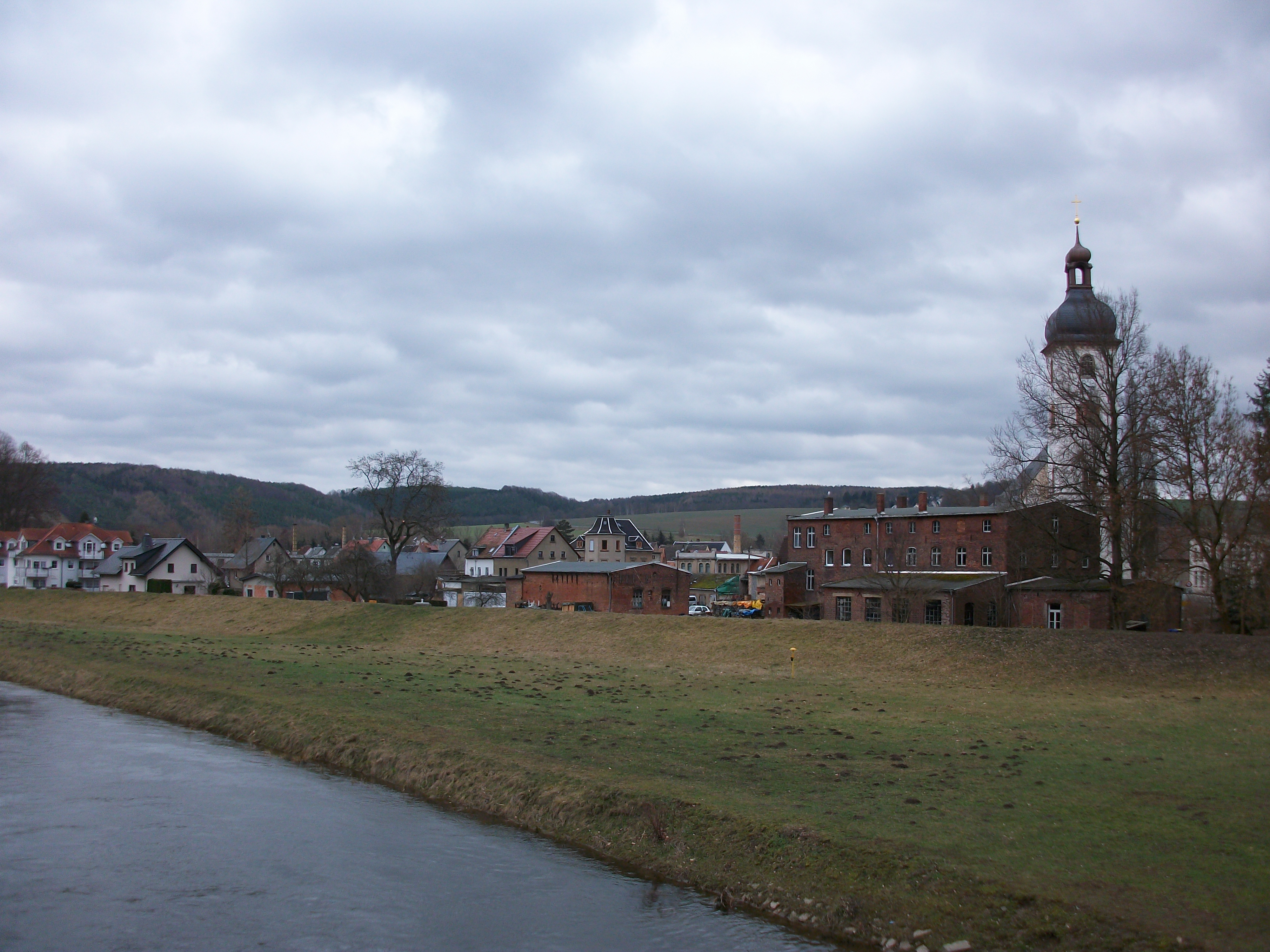
Blick auf Altstadt Waldenburg

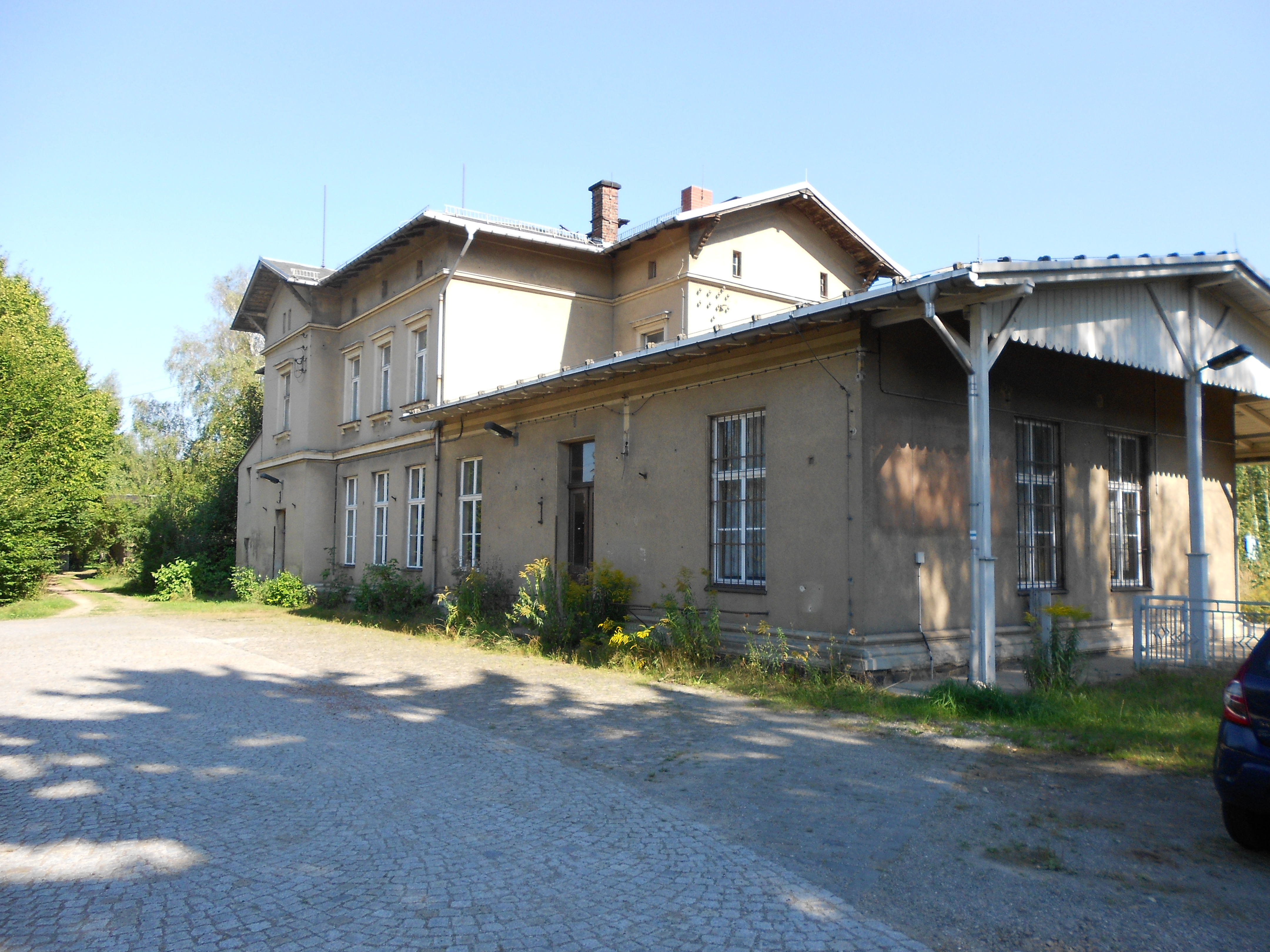
Bahnhof Waldenburg (Sachs), Empfangsgebäude (2013)

### Geografische Lage und Verkehr
Altstadt Waldenburg bildet den südöstlichen Teil der Waldenburger Kernstadt. Der Ort ist durch die Zwickauer Mulde von der Oberstadt Waldenburg und dem Ortsteil Altwaldenburg getrennt. Südlich von Altstadt Waldenburg befindet sich der Ortsteil Grünfeld mit dem Grünfelder Park. Südöstlich von Altstadt Waldenburg liegt die Siedlung Naundorf, welche nach der Wüstung Naundorf benannt ist.
Durch Altstadt Waldenburg verläuft die Bundesstraße 180, welche nördlich des Orts auf dem anderen Ufer der Zwickauer Mulde auf die Bundesstraße 175 trifft. Im Süden von Altstadt Waldenburg befindet sich der Bahnhof Waldenburg (Sachs) der stillgelegten Bahnstrecke Glauchau–Wurzen (Muldentalbahn). Altstadt Waldenburg liegt am Lutherweg Sachsen.

### Nachbarorte
| Waldenburg (Oberstadt) | Altwaldenburg, Eichlaide                    | Niederwinkel, Uhlsdorf             |
|                        | Kompassrose, die auf Nachbargemeinden zeigt | Langenchursdorf                    |
| Grünfeld, Oberwinkel   |                                             | Callenberg mit Siedlung Spielsdorf |

## Geschichte

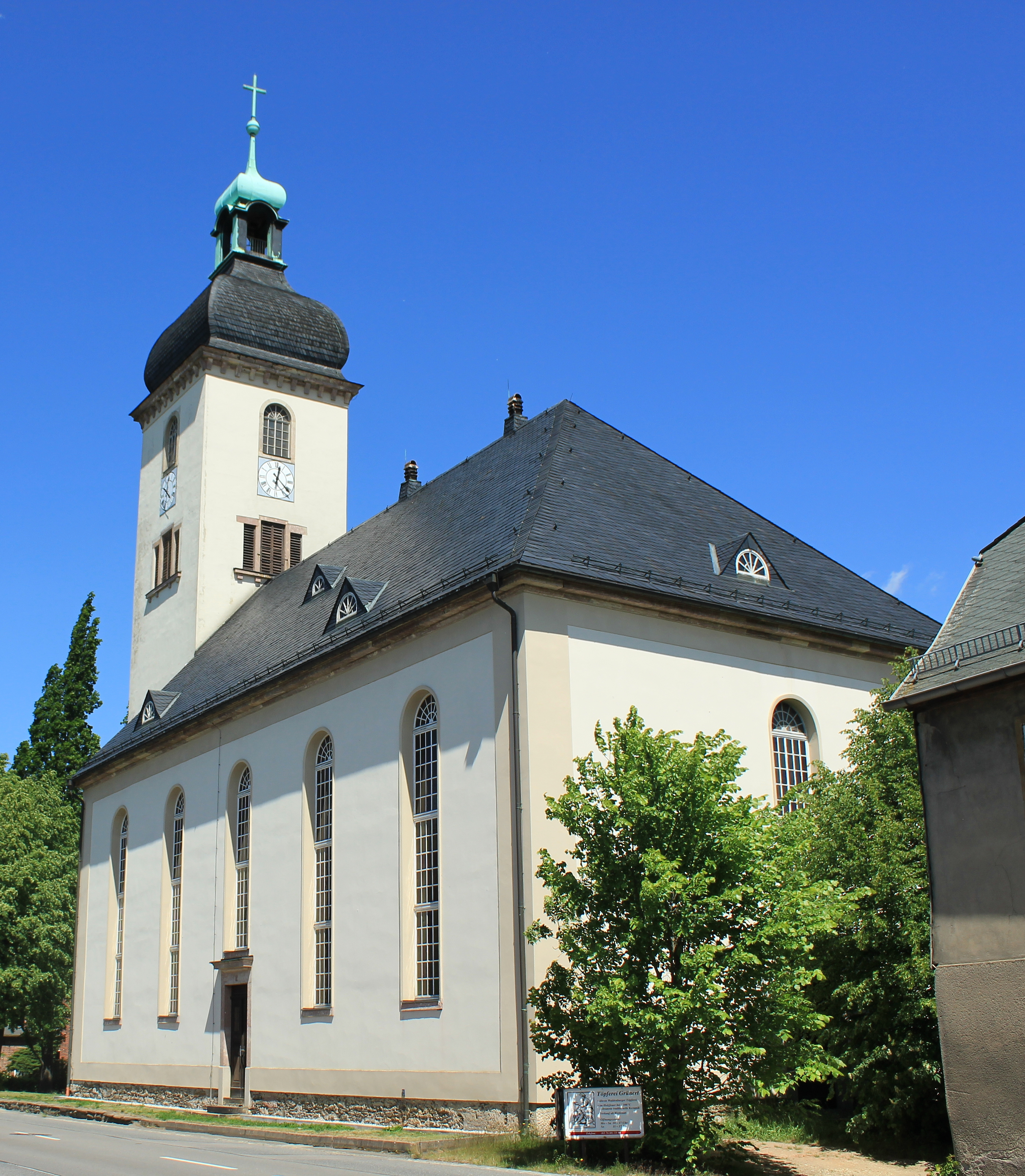
Lutherkirche in Altstadt Waldenburg

Das Straßendorf Altstadt Waldenburg am südlichen Ufer der Zwickauer Mulde wurde im Jahr 1317 als „in antiqua Civitate Waltenberg“ bezeichnet. Der Ort ist somit jünger als das auf dem anderen Ufer der Zwickauer Mulde liegende Altwaldenburg („in antiquo Waldenberg“) und die Oberstadt Waldenburg. Altstadt Waldenburg, teilweise auch nur als Altstadt bezeichnet, gehörte bezüglich der Grundherrschaft als Amtsdorf bis ins 19. Jahrhundert zur schönburgischen Herrschaft Waldenburg. Die Altstadt besaß seit dem 14. Jahrhundert eine Kirche, in die nur das Ende des 18. Jahrhunderts angelegte Grünfeld mit dem ebenfalls in dieser Zeit entstandenen Grünfelder Park eingepfarrt war. Zur Kirchgemeinde gehörten weiterhin die Kirchen in Oberwinkel und Niederwinkel. In den Jahren 1823/24 entstand die heutige Lutherkirche. Am 10. Mai 1875 wurde der Bahnhof „Waldenburg“ der Bahnstrecke Glauchau–Wurzen (Muldentalbahn) südlich von Altstadt Waldenburg eröffnet. Ein bedeutender Erwerbszweig des Orts war die Töpferei, für die Waldenburg berühmt ist. Darüber schrieb August Schumann 1814 in seinem Lexikon von Sachsen: Hier werden gute Töpfergefäße und Tabakspfeifen fabriziert und in großer Menge direkt in mehrere Gegenden Deutschlands oder auf den Märkten abgesetzt. Die Verfertigung dieser sehr bekannten und berühmten Artikel beschäftigt täglich über 200 Menschen. Die Töpfer und die Pfeifenmacher sind auch die einzigen Handwerker, welchen die Stadt Waldenburg hier den Aufent-halt erlauben will. Vor 80 Jahren gab es nur zwei Pfeifenmacher, jetzt sind deren über zwanzig. Die Fabrik von Laspe zeichnet sich besonders aus. Die Töpfer, welche in Glasur- oder Glas-, in Krug- oder Grauwerks-Töpfer sich teilen, fertigen außer den gewöhnlichen Geschirren, besonders schönes braunes und gelbes Gefäß mit sehr feiner Glasur, auch Schmelztiegel und Kolben, die man den berühmten hessischen gleich schätzt, und fast in allen Apotheken, Vitriolbrennereien etc. Deutschlands braucht. Bereits in einem deutschen physikalischen Werk des 16. Jahrhunderts wird von den waldenburger Schmelztiegeln gerühmt, daß sie flugs bis an 70 Mark Silber fassen, und ein sechstägiges Feuer aushalten können. In der Mitte des 18. Jahrhunderts würde man durch eine starke Ausfuhrauflage auf dieses Gefäß das Übergewicht ausländischer Vitriolbrennereien haben hemmen können; denn alle ausländischen Brennereien mußten waldenburger Schmelztiegel haben. Jetzt ist der größte Absatz ins Erzgebirge, wo bekanntlich die meisten Brennereien sich befinden. Der Bergmeister Tittel zu Oberhohndorf bei Zwickau hat auch angefangen, zum Gebrauche für seine Vitriolbrennerei eine Fabrik von waldenburger Brenn- und Töpfergeschirr anzulegen, und da derselbe mit Steinkohlen feuern kann, so ist zu vermuten, daß derselbe mit den waldenburger Fabriken sehr glücklich rivalisieren werde. - Den tauglichsten Ton holen die waldenburger Töpfer und Pfeifenmacher einige Stunden weit, nämlich von Frohnsdorf im Altenburgischen, wo er in dreifacher Schicht liegt. Die obere fette brauchen die Krug-Töpfer, die mittlere die Pfeifenmacher, und die unterste magere die Glastöpfer. Der Ton darf durchaus keine Sandsteine und Kalkteilchen haben. Etwas Pfeifenton kommt auch von Grimma. - Würde das Holz nicht, wie bisher geschehen, mehr auctionis lege verkauft, und dadurch dessen Preis zu hoch hinauf getrieben, so würden die hiesigen Töpfer und Pfeifenmacher ihr Gewerbe noch mehr erweitern können. - Mancher Töpfer und Pfeifenmacher hat bis zu 12 Gesellen; auch mehrere chemische Laboranten befinden sich hier. - Von den töpfernen Gefäßen zu Waldenburg findet man Nachrichten in Kentmann´s Catal. fossilium pag. 1 u. 2.
Nachdem auf dem Gebiet der Rezessherrschaften Schönburg im Jahr 1878 eine Verwaltungsreform durchgeführt wurde, kam Altstadt Waldenburg mit Grünfeld im Jahr 1880 zur neu gegründeten sächsischen Amtshauptmannschaft Glauchau.
Am 1. Juli 1928 erfolgte die Eingemeindung von Altstadt Waldenburg mit Grünfeld nach Waldenburg. Durch die zweite Kreisreform in der DDR kam Altstadt Waldenburg als Teil der Stadt Waldenburg im Jahr 1952 zum Kreis Glauchau im Bezirk Chemnitz (1953 in Bezirk Karl-Marx-Stadt umbenannt), der ab 1990 als sächsischer Landkreis Glauchau weitergeführt wurde und 1994 im Landkreis Chemnitzer Land bzw. 2008 im Landkreis Zwickau aufging. Mit der Einstellung des Schienenverkehrs auf der Muldentalbahn ging der Bahnhof „Waldenburg (Sachs)“ am 15. August 2002 außer Betrieb.

## Söhne und Töchter des Ortes
- Gustav Schmidt (1863–1924), Politiker (SPD), Mitglied des Sächsischen Landtags
- Kurt Schneider (1885–1929), deutscher Fabrikant und Politiker (DVP)